# Liste des vicomtes de Castelbon
 (août 2014).
Si vous disposez d'ouvrages ou d'articles de référence ou si vous connaissez des sites web de qualité traitant du thème abordé ici, merci de compléter l'article en donnant les références utiles à sa vérifiabilité et en les liant à la section « Notes et références ».
Le titre de vicomte de Castelbon remonte au Xe siècle. Il trouve son origine dans la vallée de Castellbò, au sud de l'Andorre, dans l'actuelle comarque de l'Alt Urgell.

## Vicomtes d'Urgell
En 989, Guillaume (Guillermo), vicomte d'Urgell, reçoit du comte Borrell II de Barcelone la vallée de Castelbon (Castellbò en catalan) et devient ainsi vicomte de Castelbon.
À l'époque, les titres de noblesse n'étaient pas forcément transmis de père en fils. Si Guillaume a bien hérité le titre de vicomte d'Urgell de son père Miron (Miró), il est le premier dans ce cas. Les vicomtes d'Urgell précédents Ermemiro, Guiscafredo, Maiol et Simplicio ne sont parents ni entre eux, ni avec Guillaume. Si Guillaume est identifié comme le tout premier vicomte de Castelbon, sa généalogie ne remonte malheureusement pas plus haut que son père Miron, né vers 925.
Guillaume est ainsi le premier à hériter les possessions et titres à la mort de son père. Il les transmettra à son tour à son fils Miron II, son petit-fils Raymond (Ramón) ensuite, puis Pierre (Pere Ramón).
Pierre épouse en 1126 Sibylle (Sibil.la) de Cerdagne, réunissant ainsi les deux vicomtés de Haut-Urgell et de Cerdagne. La charge de vicomte du Haut-Urgell perd alors sa fonction pour devenir un titre purement honorifique, et Pierre choisit ensuite de porter le titre de vicomte de Castelbon.
Bien que le titre existe depuis quatre générations, il n'a jamais été réellement porté. Pierre est le premier à utiliser le nom de Castelbon et est considéré comme le plus ancien Castelbon.

### Dynastie des vicomtes d'Urgell
- Miron Ier, avant 953–après 977
- Guillaume, avant 981–1037
- Miron II, 1037–1079
- Raymond Ier, 1079–1114
- Pierre, 1114– ?

## Vicomtes de Castelbon
L'union du Haut-Urgell et de la Cerdagne attire à Pierre bon nombre d'inimitiés dont celle de l'évêque d'Urgell qui voit d'un mauvais œil la montée de ce contre-pouvoir.
Le petit-fils de Pierre, Arnaud (Arnau), épouse vers 1183 Arnaude (Arnalda) de Caboet qui apporte en dot les vallées de Cabo, de Sant-Juan et d'Andorre. Avec Arnaud, la puissance des Castelbon est à son apogée et l'opposition avec l'évêque d'Urgell également. À cause des nombreux conflits d'intérêts, et du fait qu'Arnaud est cathare.
L'Inquisition le reconnaîtra d'ailleurs comme hérétique et, quarante ans après sa mort, son corps sera exhumé et brûlé.
La fille unique d'Arnaud, Ermessinde (Ermessinda) épouse en 1208 le fils héritier du comte de Foix, Roger-Bernard II (Roger Bernat). Avec l'alliance des maisons de Castelbon et de Foix disparaît la dynastie des vicomtes de Castelbon issue de Miron.

### Dynastie des vicomtes de Castelbon
- Pierre, ? –1150
- Raymond II, 1150–1185
- Arnaud, 1185–1226
- Ermessinde, épouse Roger-Bernard II de Foix (Ier de Castelbon), 1226-1237
- Roger IV de Foix (Ier de Castelbon), 1237-1265
- Roger-Bernard III de Foix (II de Castelbon), 1265-1302
- Gaston Ier de Foix-Béarn, 1302-1315
- Roger Bernard III de Foix-Castelbon, 1315-1350
- Roger-Bernard IV de Foix-Castelbon, 1350-1381
- Mathieu de Foix-Castelbon, dernier vicomte de Castelbon, 1380-1398
- conquête en 1512 par le roi Ferdinand II d'Aragon

## Comtes de Foix
Les descendants d'Ermessinde et Roger-Bernard II se succèdent pendant deux siècles, formant la dynastie dite de Foix-Béarn car les comtes de Foix sont alors également vicomtes de Béarn.
En 1391, le douzième comte de Foix, Gaston dit Fébus, meurt sans descendance légitime. Il a légué ses possessions au roi de France, mais le roi d'Aragon appuie un petit-neveu de Gaston, Mathieu de Foix-Castelbon qui devient le treizième comte de Foix.
Mathieu meurt à son tour en 1398 sans héritier, et sa sœur Isabelle lui succède jusqu'en 1412. Isabelle étant mariée à Archambault de Grailly, leur descendance formera la seconde dynastie, dite de Foix-Grailly.
Le jeu des alliances aboutit à une concentration des titres de noblesse sur un petit nombre de personnes, et Gaston IV de Foix-Grailly, comte de Foix de 1436 à 1472 est à la fois comte de Foix et de Bigorre, vicomte de Béarn, vicomte de Castelbon et vicomte de Narbonne. Même s'il descend des vicomtes de Castelbon, il est cependant difficile de le considérer véritablement comme un porteur du nom Castelbon.
Les comtes de Foix deviennent par alliance rois de Navarre en 1472. En 1512, Ferdinand le Catholique conquiert le royaume de Navarre et confisque la vicomté de Castelbon, ainsi que les autres fiefs de la maison de Foix dans la principauté de Catalogne. Le 31 octobre 1512 à Logroño, sur la demande des consuls et des habitants, le roi confirme à la vicomté de Castelbon les privilèges antérieurs et lui en accorde de nouveaux. Cette concession de privilèges sera confirmée par Charles Quint, lors de son entrée à Barcelone, le 25 septembre 1519.
En 1589, Henri III de Navarre est couronné roi de France sous le nom d'Henri IV. C'est par cette lignée reliant Ermessinde de Castelbon à son arrière-arrière petit-fils Henri IV que la co-principauté d'Andorre passa des vicomtes de Castelbon aux rois de France.